# Le Portrait de Petit Cossette
Le Portrait de Petit Cossette (コゼットの肖像?, Kozetto no shōzō) è una serie OAV di tre episodi, prodotti nel 2004 dallo studio Aniplex. Dall'anime è stato tratto anche un manga di Asuka Katsura, edito in Italia dalla Star Comics.
In Italia l'editore francese Kazé ha presentato due versioni: una versione standard ed una versione collector's impreziosita dal CD della colonna sonora, raccogliendo i 3 episodi in un unico DVD.

## Trama
Eiri Kurahashi è uno studente di belle arti; per guadagnare qualcosa lavora part-time in un negozio di antiquariato, dove scopre un dipinto incompiuto del diciottesimo secolo che ritrae una splendida ragazza bionda. Cossette, la ragazza del ritratto, si materializza e gli chiede aiuto. Dietro di lei c'è una storia misteriosa e orribile, e gli oggetti che le appartenevano stanno uccidendo le persone che li avvicinano. Kurahashi accetta di aiutare Cossette e insieme si danno da fare per trovarli e neutralizzare la loro malefica influenza. Ma cosa accadde davvero a Cossette duecentocinquanta anni fa? Lei era nel momento del suo massimo splendore e l'autore del suo ritratto aveva trovato un modo originale per fermare il tempo e impedire che la sua bellezza degenerasse.

## Anime

### Episodi
| Nº | Titolo italiano Giapponese 「Kanji」 - Rōmaji            | Prima edizione   | Prima edizione |
| Nº | Titolo italiano Giapponese 「Kanji」 - Rōmaji            | Giapponese       |                |
| 1  | Le Portrait de Petit Cossette 1 「コゼットの肖像 Vol.1」 | 26 maggio 2004   |                |
| 2  | Le Portrait de Petit Cossette 2 「コゼットの肖像 Vol.2」 | 28 luglio 2004   |                |
| 3  | Le Portrait de Petit Cossette 3 「コゼットの肖像 Vol.3」 | 22 dicembre 2004 |                |

### Colonna sonora
La colonna sonora コゼットの肖像 (Kozetto no shōzō?) è stata pubblicata il 1º dicembre 2004.
1. the main theme of Petit Cossette
2. somewhere I belong
3. moonflower
4. sadness
5. regret
6. love pain
7. unhallowed
8. leave me cold
9. breakdown
10. in a beautiful morning of May
11. a prophet's dream
12. undertow
13. float
14. fake jewel
15. silent ceremony
16. evocation
17. my love, so sweet
18. 宝石

## Manga
Le Portrait de Petit Cossette è stato edito su Monthly Magazine Z. L'editore giapponese Kōdansha ha raccolto i capitoli in due tankōbon, pubblicati in agosto e dicembre 2004..
In Italia il manga è stato edito dalla Star Comics nei numeri 86 e 87 della collana Point break nel gennaio e febbraio 2007.
| Nº | Titolo italiano Giapponese 「Kanji」 - Rōmaji                           | Data di prima pubblicazione             | Data di prima pubblicazione |
| Nº | Titolo italiano Giapponese 「Kanji」 - Rōmaji                           | Giapponese                              | Italiano                    |
| 1  | Le Portrait de Petit Cossette 1 「コゼットの肖像 1」 - Kozetto no shōzō | 11 agosto 2004 ISBN 978-4-06-349183-8   | 8 gennaio 2007              |
| 2  | Le Portrait de Petit Cossette 2 「コゼットの肖像 2」 - Kozetto no shōzō | 21 dicembre 2004 ISBN 978-4-06-349191-3 | 6 febbraio 2007             |